# 465
465 (CDLXV) fue un año común comenzado en viernes del calendario juliano, en vigor en aquella fecha.
En el Imperio romano, el año fue nombrado el del consulado de Hermenerico y Basilisco, o menos comúnmente, como el 1218 Ab urbe condita, adquiriendo su denominación como 465 a principios de la Edad Media, al establecerse el anno Domini.

## Acontecimientos

### Asia
- Song Qian Fei Di, entonces Song Ming Di, es nombrado emperador de la dinastía Song en China.
- Pedro el Hilandero es electo patriarca de Antioquía.

### Europa
- Según la Crónica anglosajona, Hengist y Esc matan a doce líderes galeses cerca de Wippedfleet.
- Remismundo, rey suevo, se convierte al arrianismo.

### Imperio romano
- Oriente: Basilisco ocupa el consulado en el Imperio romano de Oriente.
- Occidente: el 15 de agosto muere el emperador Libio Severo; le sigue un interregno hasta la proclamación de Antemio el 12 de abril de 467.

## Nacimientos
- Procopio de Gaza, retórico.
- San Eugipio, historiador del cristianismo.
- Clovis I, futuro rey de los francos.

## Fallecimientos
- Libio Severo, emperador romano de Occidente, posiblemente envenenado por Ricimero.
- Próspero de Aquitania, escritor cristiano.
- Wen Cheng Di, emperador de la dinastía Wei del norte en China.
- Valamiro, rey de los ostrogodos.